# خشک‌کردن غذا

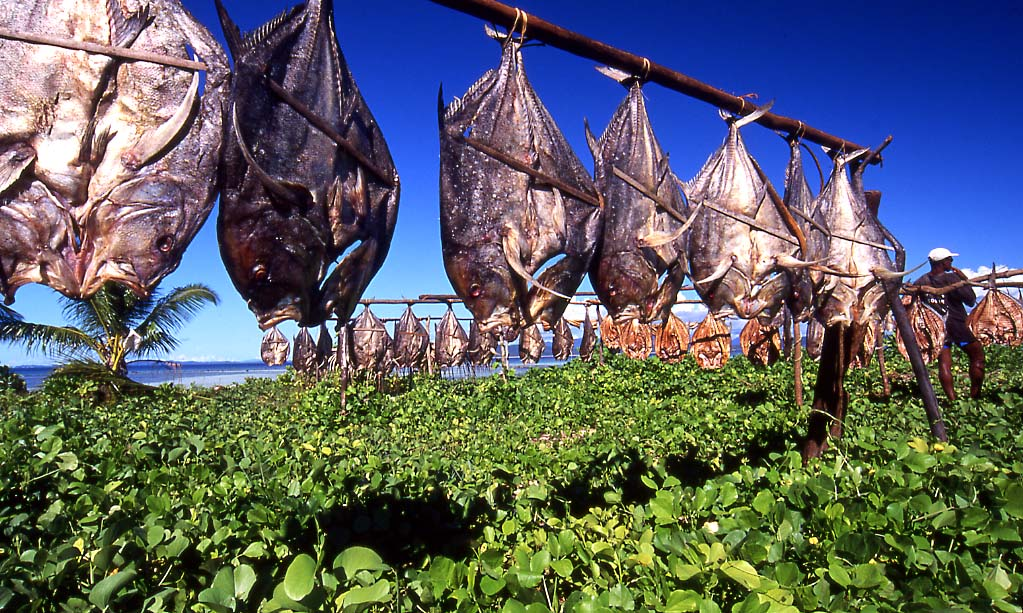
رددیفی از ماهی‌ها که جهت خشک شدن از طنابی آویزان شده‌است، ماداگاسکار، ماهی با روشهای سنتی مثل نمک‌سود کردن ودودی کردن نگهداری می‌شود.

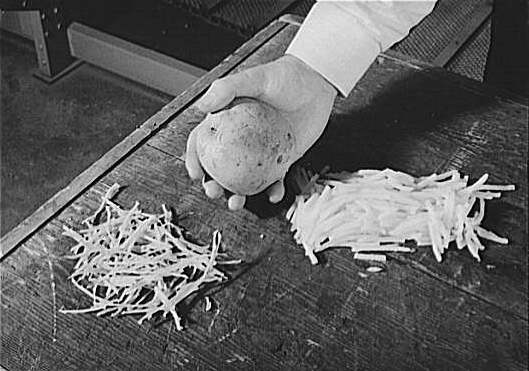
یک سیب‌زمینی کامل، قطعات خرد شدهٔ سیب‌زمینی (راست)، قطعات خشک شدهٔ سیب‌زمینی (چپ)

خشک‌کردن غذا روشی برای نگهداری غذا با حذف آب آن است. حذف آب غذا مانع رشد باکتری‌ها، مخمرها و کپک‌ها می‌شود. این کار از زمان‌های قدیم به‌طور گسترده‌ای انجام می‌شده‌است. قدیمی‌ترین مورد شناخته شده مربوط به سال ۱۲۰۰۰ پیش از میلاد توسط ساکنان خاورمیانه جدید و مناطق آسیااست. آب به‌طور سنتی به روش تبخیر سطحی (خشک‌کردن در هوا، خشک‌کردن در آفتاب، دودی کردن و خشک‌کردن در باد) از غذا خارج می‌شد. گرچه امروزه، می‌توان برای سرعت بخشیدن به فرایند خشک‌کردن و اطمینان از کسب نتایج بیشتر از غذا خشک‌کن‌های برقی یا روش خشک‌کردن انجمادی هم استفاده کرد.

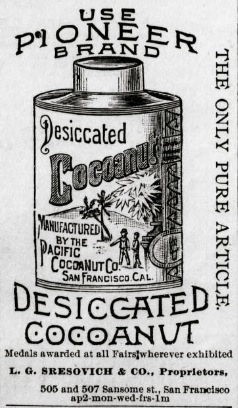
تبلیغات روزنامه در سال ۱۸۹۰ نشان دهندهٔ کنسرو نارگیل خشک است

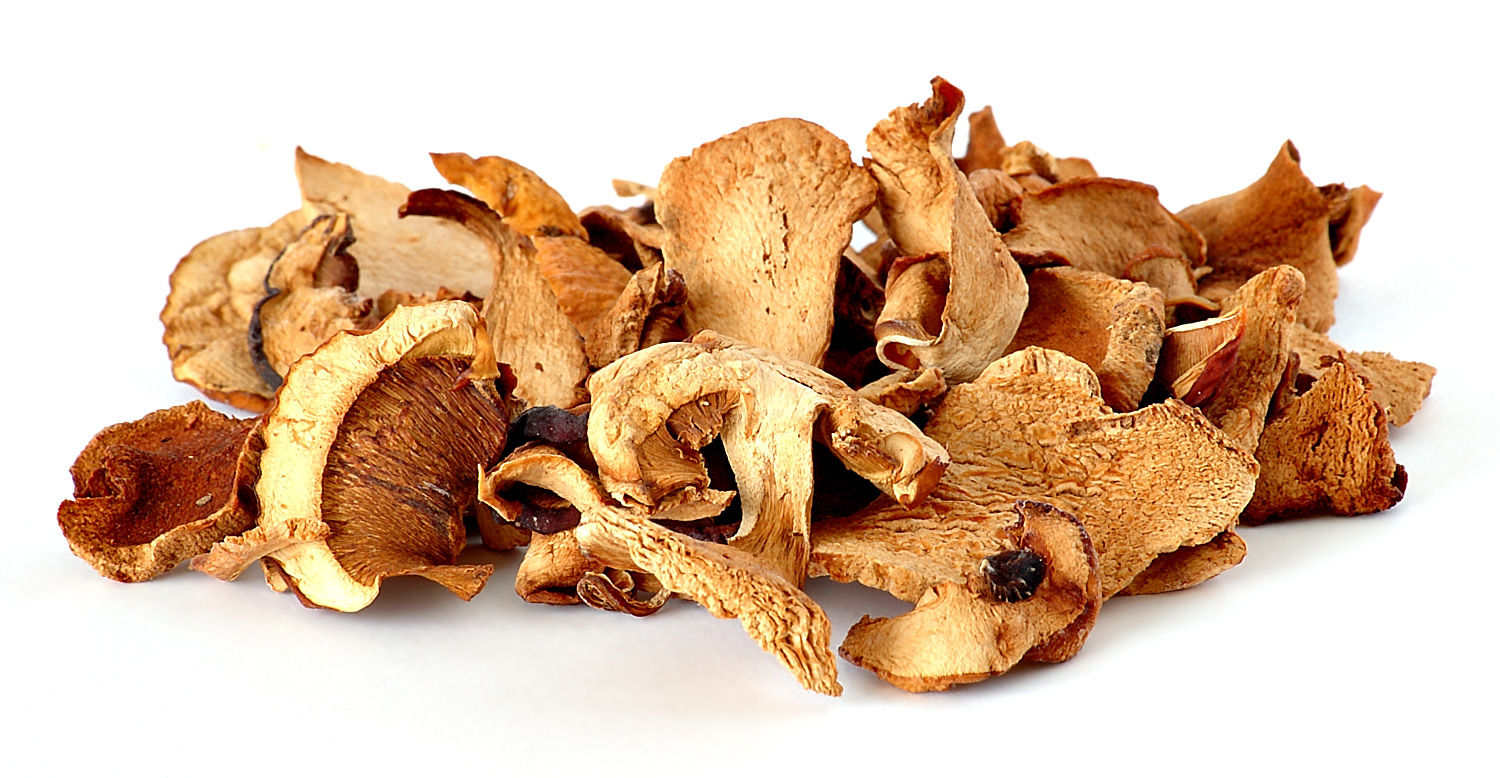
مجموعه‌ای از قارچ‌های خشک‌شده

## انواع غذا
بسیاری از غذاهای مختلف را می‌توان با این روش آماده کرد. گوشت در این مورد دارای نقش تاریخی مهمی است. برای قرن‌ها، بیشتر رژیم‌های غدایی اروپایی به ماهی روغن بستگی داشت. آن منبع اصلی پروتئین بردگان در مزارع هند غربی بود و نیروی اقتصادی عمده‌ای در تجارت مثلثی محسوب می‌شد. ماهی خشک شده به‌ویژه یا روغن‌ماهی کوچک که با نام ماهی بدون نمک شناخته می‌شود، خوراک لذیذی در ایسلند است. در حالیکه گوشت خشک‌شدهٔ گوزن شمالی خوراک سنتی بومیان است.
از زمانهای گذشته، به دلیل داشتن قند بالا و مزهٔ شیرین و ماندگاری بیشتر پس از زمان خشک شدن، از میوه‌های خشک استفاده شده‌است. میوه‌ها اغلب پس از خشک شدن متفاوت به نظر می‌رسند. آلو به آلو بخارا و انگور به کشمش تبدیل می‌شود. انجیر و خرما هم به محصولات جدید و متفاوتی تبدیل می‌شوند که می‌تواند به صورت خوراکی یا در دستورالعمل‌های آشپزی مورد استفاده قرار گیرد، یا دوباره در آب قرار داده شوند..
سبزیجات منجمد شده اغلب در غذای مسافرین، شکارچیان و نظامیان استفاده می‌شود. سیر و پیاز را اغلب خشک می‌کنند. قارچ‌های خوراکی، و همچنین قارچ‌های دیگر، هم گاهی‌اوقات با هدف نگهداری یا استفاده به عنوان ادویه خشک می‌شوند.

## آماده‌سازی

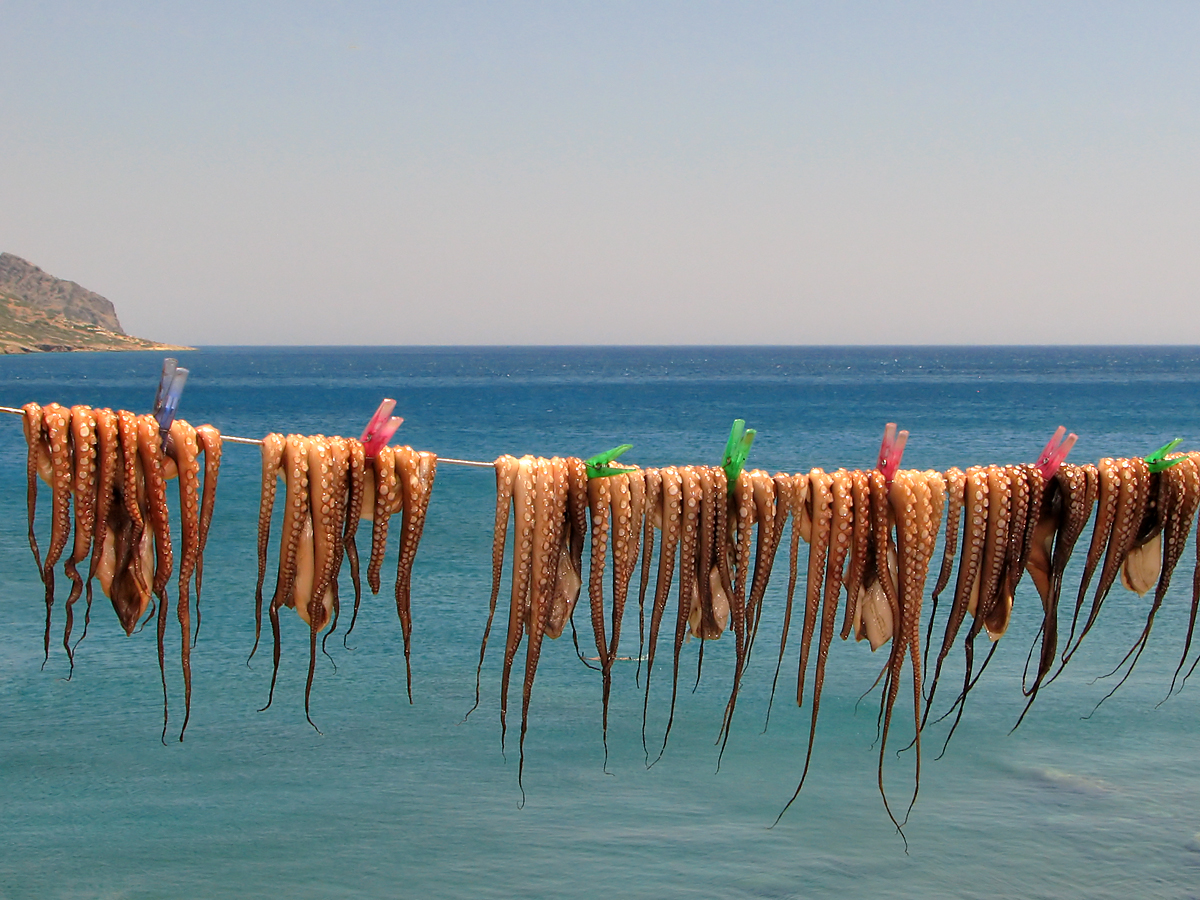
خشک کردن هشت‌پا در آفتاب

در خانه سبزی، میوه و گوشت را می‌توان با استفاده از خشک‌کن الکتریکی (لوازم خانگی) یا آفتاب یا باد خشک کرد. می‌توان از نگهدارنده‌هایی مثل :پتاسیم متابی‌سولفیت، هیدروکسی‌انیسول بوتیله‌شده و دی‌بوتیل هیدروکسی تولوئن استفاده کرد اما ضروری نیستند. با این وجود، بدون این مواد نگهدارنده ممکن است محصولات خشک شده برای اطمینان از ماندگاری به مدت طولانی نیازمند خنک‌سازی یا انجماد باشند.
در صنایع غذایی خشک کردن غذا اغلب با روش انجمادی انجام می‌شود. در این روش، غذا را منجمد کرده و سپس آن را دستگاه کاهنده فشار قرار می‌دهند تا آب آن به‌طور مستقیم بخار شود. (تصعید). گرچه روش انجمادی از روش‌های سنتی خشک کردن غذا گران‌تر
است، طعم، بافت و ارزش غذایی آن را هم کاهش می‌دهد. علاوه بر آن، یکی دیگر از روش‌های صنعتی از خشک کردن مواد غذایی که به‌طور وسیعی مورد استفاده قرار می‌گیرد خشک کردن با هوای گرم است. طراحی، ساخت و نگهداری خشک‌کن‌های مورد استفاده در این روش ساده و همین‌طور مقرون به صرفه است؛ و براساس گزارش در صورت خشک کردن مواد غذایی در شرایط مناسب ارزش غذایی آن حفظ می‌شود.

## روش‌های دیگر

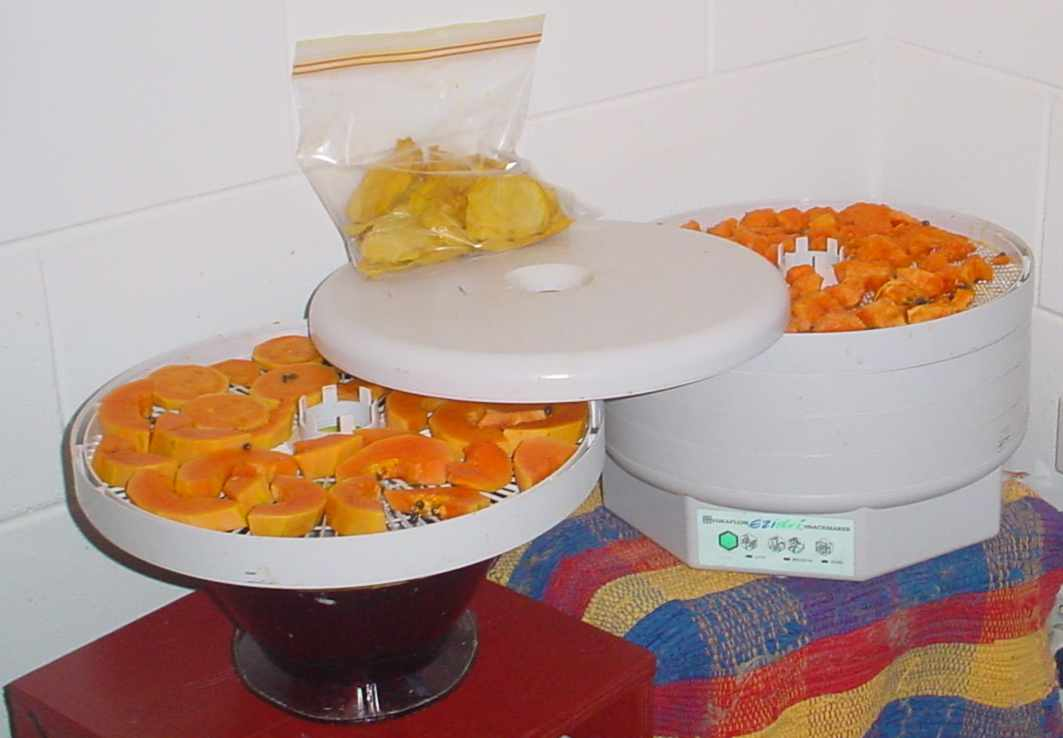
تکه‌های انبه و پاپایا در حال خشک شدن بر روی خشک‌کن برقی

روش‌های مختلفی برای خشک کردن غذا وجود دارد. که هر کدام مزایای ویژه و کاربردهای مشخصی دارند. از جمله:
- انجمادی
- هوای گرم
- مایکروویو[۶]
- امواج فروسرخ[۶]
- نورآفتاب
- اجاق خانگی
- دستگاه‌های هوشمند خشک کن

## خشک کن غذا
بیشتر دستگاه‌های خشک کن مواد غذایی مدرن، اجاق‌های همرفتی کم‌مصرفی هستند که از جریان هوای گرم برای کاهش محتوای آب غذاها استفاده می‌کنند. محتوای آب غذا معمولاً بسیار زیاد است، معمولاً ۸۰–۹۵٪ برای میوه‌ها و سبزیجات مختلف و ۵۰–۷۵٪ برای گوشت‌های مختلف. حذف رطوبت از مواد غذایی، باکتری‌های مختلف را از رشد و فاسد شدن غذا بازمی‌دارد. علاوه بر این، از بین بردن رطوبت از غذا به‌طور چشمگیری وزن و اغلب حجم غذا را کاهش می‌دهد و ذخیره‌سازی آن را آسان‌تر می‌کند؛ بنابراین از دستگاه‌های خشک کن مواد غذایی برای حفظ و افزایش ماندگاری مواد غذایی مختلف استفاده می‌شود.
دستگاه‌های خشک کن مواد غذایی به منابع گرمایی مانند انرژی خورشیدی، انرژی الکتریکی یا سوخت زیستی نیاز دارند، و در شکل‌های مختلف از پروژه‌های خشک کردن در مقیاس بزرگ تا پروژه‌هایی که خودتان انجام می‌دهید یا وسایلی که به صورت تجاری برای استفاده خانگی فروخته می‌شوند، متفاوت است. بخش‌های اساسی دستگاه میوه خشک کن تجاری معمولاً شامل یک عنصر گرمایش، یک فن الکتریکی، دریچه‌های هوا است که امکان گردش هوا را فراهم می‌کند و سینی‌های غذا برای قرار دادن غذا روی آن‌ها. عنصر گرمایش خشک کن، فن‌ها و منافذ به‌طور همزمان کار می‌کنند تا هوای گرم را روی غذا هدایت کنند، تبخیر سطح را تسریع کرده و غذا را گرم می‌کنند و باعث می‌شود رطوبت نیز از داخل آن خارج شود. این فرایند تا زمانی ادامه می‌یابد که غذا به مقدار قابل ملاحظه‌ای کمتر از آب خشک شود، معمولاً کمتر از ۲۰٪.
بیشتر غذاها در دمای ۱۳۰ درجه فارنهایت (۵۴ درجه سانتیگراد) خشک می‌شوند، اگرچه گوشت‌هایی که به صورت پرکننده در می‌آیند باید در دمای بالاتر از ۱۵۵ درجه فارنهایت (۶۸ درجه سانتیگراد) - یا از قبل تا آن دما گرم شوند - برای محافظت در برابر عوامل بیماری‌زا که قبلاً ممکن است خشک شوند. در گوشت باشد کلید کم‌آبی موفقیت‌آمیز مواد غذایی استفاده از دمای ثابت و جریان هوای کافی است. دمای بیش از حد بالا می‌تواند باعث ایجاد غذاهای سفت شود: غذاهایی که از بیرون سفت و خشک هستند اما از داخل مرطوب هستند و بنابراین در برابر فاسد شدن آسیب‌پذیر هستند.

## انواع دستگاه خشک کن میوه و سبزیجات صنعتی
در حال حاضر برای خشک کردن بسیاری از مواد غذایی از دستگاه های خشک کن استفاده می شود. برای این کار مدل های مختلفی از دستگاه های خشک کن طراحی شده اند. دستگاه های خشک کن میوه بصورت حرارتی، انجمادی، مایکرو و خورشیدی ساخته می شوند. 
دستگاه های خشک کن حرارتی که بیشتر مورد توجه تولید کنندگان قرار گرفته است، در مدل های کابینی، تونلی، لرزشی و دوار ساخته می شوند. 
میوه خشک یا چیپس میوه، از انواع تنقلات و خوراکی‌های سالم است که تولید آن قدمتی طولانی دارد.این خوراکی محبوب سال‌ها است که به شیوه سنتی و با استفاده از گرمای آفتاب تولید می‌شود،اما در چند سال اخیر و با ورود دستگاه‌های میوه خشک کن به بازار، تولید و تهیه این خوراکی لذیذ،رونق بیشتری پیدا کرده است. امروزه انواع دستگاه میوه خشک کن، هم به صورت صنعتی و همبه صورت خانگی تولید می‌شوند و مصرف‌کنندگان بسته به نیاز خود، امکان خرید نوعی از آن‌ها را دارند.در این صفحه می‌توانید با انواع دستگاه‌های خانگی و صنعتی میوه خشک کن آشنا شوید.  

## انواع دستگاه میوه خشک کن
همان‌طور که در ابتدا گفته شد، دستگاه‌های میوه خشک کن به دو صورت صنعتی و خانگی در بازار عرضه می‌شوند. تفاوت انواع صنعتی و خانگی در ظرفیت و گنجایش، ابعاد و توان مصرفی آن‌ها است. دستگاه‌ها صنعتی مناسب تولید میوه خشک در حجم انبوه برای عرضه عمده در بازار هستند اما دستگاه‌های خانگی برای تهیه میوه خشک جهت مصرف شخصی یا فروش خانگی، انتخابی مناسب محسوب می‌شوند. در ادامه با ویژگی‌های هر کدام آشنا می‌شوید.

### دستگاه میوه خشک کن صنعتی
میوه خشک کن صنعتی، همان‌طور که از نام آن مشخص است، مناسب کسب و کارهای بزرگ و تولید میوه خشک در حجم بالا است. نوع صنعتی این دستگاه‌ها در در دو مدل تونلی و کابینی تولید می‌شود که هر کدام در ظرفیت، حجم ورودی و زمان انجام کار تفاوت‌هایی دارند. نوع کابینی این دستگاه مانند یک کمد و کابینت، قفسه‌بندی شده است و هر سینی میوه در یک قفسه قرار می‌گیرد. 
نوع تو نلی نیز از نظر ظاهری شبیه به یک تونل بزرگ است. در دستگاه میوه خشک کن صنعتی ، میوه‌ها از یک سمت تونل وارد و از سمت دیگر خارج می‌شوند. دستگاه‌های تونلی ظرفیت بیشتری نسبت به نوع کابینی دارند و در بیشترین حالت تا 2 تن میوه را نیز در هر دور خشک می‌کنند. ظرفیت بیشتر دستگاه‌های تونلی، آن‌ها را به انتخابی مناسب برای کارخانجات صنعتی تبدیل می‌کند؛ در حالیکه دستگاه‌های کابینی، مناسب کسب و کارهای صنعتی اما کوچک هستند. نوع تونلی، انرژی بیشتری صرف می‌کند و قیمت آن نیز نسبت به دستگاه کابینی بالاتر است.

### دستگاه میوه خشک کن خانگی
نوع دیگر دستگاه‌های میوه خشک، دستگاه خانگی است. این دستگاه مناسب خشک کردن انواع میوه و سبزی در خانه است و حجم و ظرفیت کمتری نسبت به دستگاه‌های صنعتی دارد. بزرگ‌ترین دستگاه میوه خشک کن خانگی معمولا 10-60 کیلویی ظرفیت دارد که این میزان مناسب تهیه میوه خشک برای فروش خانگی است. دستگاه‌های خانگی معمولا به صورت کابینی یا هرمی تولید می‌شوند. نوع کابینی به صورت کمدهای کوچک هستند و در نوع هرمی، سینی‌ها روی هم قرار می‌گیرند و در نهایت فن و منبع گرمای دستگاه، بالاترین بخش آن خواهد بود. برای درک بهتر محاسن و معایب انواع دستگاه میوه خشک کن میتوانید به این مقاله از سایت گام صنعت مراجعه کنید. دستگاه‌های خانگی قیمت کمتری نسبت به انواع صنعتی دارند و انرژی مصرفی آن‌ها نیز بسیار پایین‌تر از انواع صنعتی است.